# 최하원
최하원(崔夏園, 본명: 최승용, 본명 한자: 崔承容, 1937년 8월 18일 ~ )은 대한민국의 영화감독 겸 시나리오 작가이다. 본관은 해주(海州)이고 호(號)는 산남(山南)이다.

## 소속
- 前 동국대학교 연극영화학과 교수
- 前 단국대학교 연극영화학과 초빙교수
- 前 한국영화진흥공사 전무이사

## 생애

### 주요 이력
- 1954년 연극배우 첫 데뷔.
- 1957년 소설가 등단.
- 1958년 연극연출가 데뷔.
- 1959년 극작가 등단.
- 1960년 군 입대.
- 1963년 대한민국 육군 병장 전역.
- 1966년 영화 《댁의 부인은 어떠십니까》로 영화 조감독 데뷔.
- 1968년 영화 《나무들 비탈에 서다》로 영화감독 데뷔.
- 1971년 영화 《고백》을 감독, 이 영화로 영화 시나리오 작가 데뷔.
- 1985년 영화 《귀소》로 영화 지도연출감독 데뷔.
- 1987년 영화 《블루 하트》로 영화 각색가 데뷔.

## 학력
- 평안남도 평양 종로보통학교 졸업
- 경복중학교 졸업
- 경복고등학교 졸업
- 연세대학교 국어국문학과 학사

## 대표작
소설가 황순원 작품 애호가로도 유명한 그의 영화감독 대표작에는 1969년 영화 《독짓는 늙은이》 등이 있다.